# Daniel Silva (forfatter)
Daniel Silva (født 1960) i Michigan, USA er en amerikansk journalist og spændingsforfatter.
Silva begyndte sin karriere som midlertidig journalist ved det amerikanske nyhedsbureau UPI i 1984, hvor han dækkede det demokratiske partis konvent. Han blev et år senere ansat på permanent basis og forflyttet til UPI’s hovedkvarter i Washington D.C., blev to år senere udnævnt til UPI’s korrespondent i mellemøsten og flyttede til Cairo.
Silva vendte tilbage til Washington D.C., hvor han begyndte at arbejde for tv-nyhedskanalen CNN’s Washington-afdeling, som producent og senere som chef-producent på forskellige af kanalens programmer.
I 1994 begyndte Silva at skrive på sin første roman, The Unlikely Spy (Den usandsynlige spion), som blev en bestseller og i 1997 forlod han CNN for at skrive på fuld tid.
Daniel Silva voksede op i et troende katolsk hjem, og gik i katolsk skole. Som voksen konverterede han til jødedommen.
Silva bor i dag, 2008, i Georgetown, Washington D.C., med sine børn og hustru Jamie Gangel, som er national korrespondent ved NBC’s The Today Show. 